# Tord Bernhard Bonde
Tord Bernhard Bonde af Björnö, född 4 september 1711, död 21 december 1785 i Frötuna församling, var en svensk greve, militär och hovman.

## Biografi
Tord Bernhard Bonde af Björnö föddes 1711. Han var son till riksrådet Gustaf Bonde af Björnö och Charlotta von Liewen. Bonde blev 1730 kapten reformé vid Bavières kavalleriregemente i fransk tjänst och förflyttades 1731 till comte de Saxe's regemente. Han blev 1734 kapten en pied med avsked 1743. Bonde blev 28 augusti 1744 svensk kammarherre, utnämndes 13 januari 1755 till riddare av Svärdsorden och blev 1772 hovmarskalk. Han avled 1785 på Björnö i Frötuna socken och begravdes  bredvid sin fru och son i en av honom uppbyggd grav vid Frötuna kyrka.

### Egendom
Bonde ägde Björnö i Frötuna socken, Bordsjö, Katrineholm, Hästeryd och Kunhult.

### Familj
Bonde gifte sig 1 september 1747 i Stockholm med sin syssling Sofia Sparre af Rossvik (1724–1791), dotter till generaladjutanten Per Sparre af Rossvik och Sigrid Ebba Fleming. De fick tillsammans sonen kammarherren Gustaf Ulf Bonde (1754–1788).